# Romance op. 69 de Fauré
Pour les articles homonymes, voir Romance (Fauré).
Romance, op. 69, est une œuvre pour violoncelle et piano de Gabriel Fauré composée en 1894.

## Présentation
Romance est composé en 1894.
L'œuvre, qui porte le numéro d'opus 69, est dédiée à Jules Griset.
Le manuscrit autographe de la partition, conservé à la BnF, porte à l'origine le titre d'Andante (ainsi que le numéro d'opus erroné 63) et est écrit pour violoncelle et orgue. Le passage au piano entraîne quelques modifications de l'accompagnement, avec une écriture plus étoffée (par exemple, les accords soutenus de l'orgue deviennent des arpèges au piano), et une légère accélération du tempo (Andante quasi allegretto),,.
Jean-Pascal Vachon relève que la pièce, « véritable miniature, [...] vise davantage à mettre en valeur le lyrisme de l'interprète plutôt que sa dextérité ». Elle « débute et se termine par un clair-obscur qui n'est pas sans rappeler Brahms [...], qui se transforme en une longue phrase flexible accompagnée par des arpèges couvrant l'ensemble du registre du piano ». Le thème de la Romance présente les mêmes inflexions que le Nocturne de la musique de scène pour Shylock de Shakespeare (second tableau de l'acte III) et la mélodie Soir (sur un poème d'Albert Samain) du compositeur,,.
L'œuvre est créée le 14 novembre 1894 au Conservatoire de Genève, lors d'un festival Fauré organisé par Jaques-Dalcroze, avec Adolf Rehberg au violoncelle et le Gabriel Fauré au piano,,.
La partition est publiée par Hamelle en 1895. La version avec orgue est publiée par Peters en 2000.
La Romance, en la majeur,, est d'une durée moyenne d'exécution de trois-quatre minutes environ.

## Discographie sélective
- Gabriel Fauré — 1, François Salque (violoncelle) et Éric Le Sage (piano), Alpha 600, 2011[10].
- Fauré: The Music for Cello & Piano, versions avec piano ainsi qu'avec orgue, Andreas Brantelid (en) (violoncelle) et Bengt Forsberg (piano et harmonium), BIS 2220, 2017[11].
- Gabriel Fauré : The Complete Works, Frédéric Lodéon (violoncelle) et Jean-Philippe Collard (piano), CD 7, Erato, 2024[12].